# Kalle Ankas ettermyror
Kalle Ankas ettermyror (engelska: Uncle Donald's Ants) är en amerikansk animerad kortfilm med Kalle Anka från 1952.

## Handling
Kalle Anka råkar spilla socker på sin trottoar. Det dröjer inte länge förrän han får besök av ett par ovälkomna gäster; myrorna, som bland annat stjäl lönnsirap och en tårta som Kalle bakat.

## Om filmen
Filmen hade svensk premiär den 5 december 1953 på biografen Röda Kvarn i Stockholm och ingick i kortfilmsprogrammet Kalle Ankas muntra gäng där även Jätten Kalle Anka, Jan Långben som Åke Mjuk, Pluto på fisketur, Livat på havet (ej Disney), Långben som tjurfäktare och Plutos besvär med storken ingick.

## Rollista
- Clarence Nash – Kalle Anka
- Pinto Colvig – myror[6]